# Satellite Award per la migliore attrice
Il Satellite Award per la migliore attrice è un riconoscimento annuale dei Satellite Awards, consegnato dall'International Press Academy.
Dal 1996 al 2010 il premio era suddiviso tra migliore attrice in un film drammatico e migliore attrice in un film commedia o musicale. Dal 2011 la categoria si è unificata in migliore attrice, senza distinzione di genere.

## Vincitori e candidati
I vincitori sono indicati in grassetto.

### Miglior attrice in un film drammatico (1997-2010)

#### Anni 1990
1997
- Frances McDormand – Fargo
- Brenda Blethyn – Segreti e bugie (Secrets & Lies)
- Robin Wright Penn – Moll Flanders
- Kristin Scott Thomas – Il paziente inglese (The English Patient)
- Emily Watson – Le onde del destino (Breaking the Waves)

1998
- Judi Dench – La mia regina (Mrs. Brown)
- Joan Allen – Tempesta di ghiaccio (The Ice Storm)
- Helena Bonham Carter – Le ali dell'amore (The Wings of the Dove)
- Julie Christie – Afterglow
- Kate Winslet – Titanic

1999
- Cate Blanchett – Elizabeth
- Helena Bonham Carter – La teoria del volo (The Theory of Flight)
- Fernanda Montenegro – Central do Brasil
- Susan Sarandon – Nemiche amiche (Stepmom)
- Meryl Streep – La voce dell'amore (One True Thing)
- Emily Watson – Hilary e Jackie (Hilary and Jackie)

#### Anni 2000
2000
- Hilary Swank – Boys Don't Cry
- Annette Bening – American Beauty
- Elaine Cassidy – Il viaggio di Felicia (Felicia's Journey)
- Nicole Kidman – Eyes Wide Shut
- Youki Kudoh – La neve cade sui cedri (Snow Falling on Cedars)
- Sigourney Weaver – La mappa del mondo (A Map of the World)

2001
- Ellen Burstyn – Requiem for a Dream
- Joan Allen – The Contender
- Gillian Anderson – La casa della gioia (The House of Mirth)
- Björk – Dancer in the Dark
- Laura Linney – Conta su di me (You Can Count on Me)
- Julia Roberts – Erin Brockovich - Forte come la verità (Erin Brockovich)

2002
- Sissy Spacek – In the Bedroom
- Cate Blanchett – Charlotte Gray
- Judi Dench – Iris - Un amore vero (Iris)
- Halle Berry – Monster's Ball - L'ombra della vita (Monster's Ball)
- Nicole Kidman – The Others
- Tilda Swinton – I segreti del lago (The Deep End)

2003
- Diane Lane – L'amore infedele - Unfaithful (Unfaithful)
- Salma Hayek – Frida
- Nicole Kidman – The Hours
- Julianne Moore – Lontano dal paradiso (Far from Heaven)
- Sigourney Weaver – The Guys
- Meryl Streep – The Hours

2004
- Charlize Theron – Monster
- Toni Collette – Japanese Story
- Jennifer Connelly – La casa di sabbia e nebbia (House of Sand and Fog)
- Samantha Morton – In America - Il sogno che non c'era (In America)
- Nikki Reed – Thirteen - 13 anni (Thirteen)
- Naomi Watts – 21 grammi (21 Grams)
- Evan Rachel Wood – Thirteen - 13 anni (Thirteen)

2005 (gennaio)
- Hilary Swank – Million Dollar Baby
- Laura Linney – P.S. Ti amo (P.S.)
- Catalina Sandino Moreno – Maria Full of Grace ('
- Imelda Staunton – Il segreto di Vera Drake (Vera Drake)
- Uma Thurman – Kill Bill: Volume 2 (Kill Bill: Vol. 2)
- Sigourney Weaver – Imaginary Heroes

2005 (dicembre)
- Felicity Huffman – Transamerica
- Toni Collette – In Her Shoes - Se fossi lei (In Her Shoes)
- Julianne Moore – The Prize Winner of Defiance, Ohio
- Charlize Theron – North Country - Storia di Josey (North Country)
- Robin Wright Penn – 9 vite da donna (Nine Lives)
- Zhang Ziyi – Memorie di una geisha (Memoirs of a Geisha)

2006
- Helen Mirren – The Queen - La regina (The Queen)
- Penélope Cruz – Volver
- Judi Dench – Diario di uno scandalo (Notes on a Scandal)
- Maggie Gyllenhaal – SherryBaby
- Gretchen Mol – La scandalosa vita di Bettie Page (The Notorious Bettie Page)
- Kate Winslet – Little Children

2007
- Marion Cotillard – La vie en rose
- Julie Christie – Away from Her - Lontano da lei (Away from Her)
- Angelina Jolie – A Mighty Heart - Un cuore grande (A Mighty Heart)
- Keira Knightley – Espiazione (Atonement)
- Laura Linney – La famiglia Savage (The Savages)
- Tilda Swinton – Stephanie Daley

2008
- Angelina Jolie – Changeling
- Anne Hathaway – Rachel sta per sposarsi (Rachel Getting Married)
- Melissa Leo – Frozen River - Fiume di ghiaccio (Frozen River)
- Meryl Streep – Il dubbio (Doubt)
- Kristin Scott Thomas – Ti amerò sempre (Il y a longtemps que je t'aime)
- Kate Winslet – The Reader - A voce alta (The Reader)

2009
- Shohreh Aghdashloo - The Stoning of Soraya M.
- Carey Mulligan - An Education
- Abbie Cornish - Bright Star (BrightStar)
- Penélope Cruz - Gli abbracci spezzati (Los abrazos rotos)
- Catalina Saavedra - Affetti & dispetti (La nana)
- Emily Blunt - The Young Victoria

#### Anni 2010
2010
- Noomi Rapace - Uomini che odiano le donne (Män som hatar kvinnor)
- Michelle Williams - Blue Valentine
- Natalie Portman - Il cigno nero (Black Swan)
- Naomi Watts - Fair Game - Caccia alla spia (Fair Game)
- Tilda Swinton - Io sono l'amore
- Nicole Kidman - Rabbit Hole
- Helen Mirren - The Tempest
- Jennifer Lawrence - Un gelido inverno (Winter's Bone)

### Migliore attrice in un film commedia o musicale (1997-2010)

#### Anni 1990
1997
- Gwyneth Paltrow – Emma
- Glenn Close – La carica dei 101 - Questa volta la magia è vera (101 Dalmatians)
- Shirley MacLaine – Scambio di identità (Mrs. Winterbourne)
- Heather Matarazzo – Fuga dalla scuola media (Welcome to the Dollhouse)
- Bette Midler – Il club delle prime mogli (The First Wives Club)

1998
- Helen Hunt – Qualcosa è cambiato (As Good as It Gets)
- Pam Grier – Jackie Brown
- Lisa Kudrow – Romy & Michelle (Romy and Michele's High School Reunion)
- Parker Posey – La casa del sì (The House of Yes)
- Julia Roberts – Il matrimonio del mio migliore amico (My Best Friend's Wedding)

1999
- Christina Ricci – The Opposite of Sex - L'esatto contrario del sesso (The Opposite of Sex)
- Jane Horrocks – Little Voice - È nata una stella (Little Voice)
- Holly Hunter – Kiss (Living Out Loud)
- Gwyneth Paltrow – Shakespeare in Love
- Meg Ryan – C'è posta per te (You've Got Mail)

#### Anni 2000
2000
- Janet McTeer – In cerca d'amore (Tumbleweeds)
- Julianne Moore – Un marito ideale (An Ideal Husband)
- Frances O'Connor – Mansfield Park
- Julia Roberts – Notting Hill
- Cecilia Roth – Tutto su mia madre (Todo sobre mi madre)
- Reese Witherspoon – Election

2001
- Renée Zellweger – Betty Love (Nurse Betty)
- Brenda Blethyn – L'erba di Grace (Saving Grace)
- Sandra Bullock – Miss Detective (Miss Congeniality)
- Glenn Close – La carica dei 102 - Un nuovo colpo di coda (102 Dalmatians)
- Cameron Diaz – Charlie's Angels
- Jenna Elfman – Tentazioni d'amore (Keeping the Faith)

2002
- Nicole Kidman – Moulin Rouge!
- Thora Birch – Ghost World
- Audrey Tautou – Il favoloso mondo di Amélie (Le fabuleux destin d'Amélie Poulain)
- Sigourney Weaver – Heartbreakers - Vizio di famiglia (Heartbreakers)
- Reese Witherspoon – La rivincita delle bionde (Legally Blonde)
- Renée Zellweger – Il diario di Bridget Jones (Bridget Jones's Diary)

2003
- Jennifer Westfeldt – Kissing Jessica Stein
- Jennifer Aniston – The Good Girl
- Maggie Gyllenhaal – Secretary
- Catherine Keener – Lovely & Amazing
- Nia Vardalos – Il mio grosso grasso matrimonio greco (My Big Fat Greek Wedding)
- Renée Zellweger – Chicago

2004
- Diane Keaton – Tutto può succedere - Something's Gotta Give (Something's Gotta Give)
- Jamie Lee Curtis – Quel pazzo venerdì (Freaky Friday)
- Hope Davis – American Splendor
- Katie Holmes – Schegge di April (Pieces of April)
- Diane Lane – Sotto il sole della Toscana (Under the Tuscan Sun)
- Helen Mirren – Calendar Girls

2005 (gennaio)
- Annette Bening – La diva Julia - Being Julia (Being Julia)
- Jena Malone – Saved!
- Natalie Portman – La mia vita a Garden State (Garden State)
- Emmy Rossum – Il fantasma dell'Opera (The Phantom of the Opera)
- Kerry Washington – Ray
- Kate Winslet – Se mi lasci ti cancello (Eternal Sunshine of the Spotless Mind)

2005 (dicembre)
- Reese Witherspoon – Quando l'amore brucia l'anima (Walk the Line)
- Joan Allen – Litigi d'amore (The Upside of Anger)
- Judi Dench – Lady Henderson presenta (Mrs Henderson Presents)
- Claire Danes – Shopgirl
- Keira Knightley – Orgoglio e pregiudizio (Pride & Prejudice)
- Joan Plowright – Mrs. Palfrey at the Claremont

2006
- Meryl Streep – Il diavolo veste Prada (The Devil Wears Prada)
- Annette Bening – Correndo con le forbici in mano (Running with Scissors)
- Toni Collette – Little Miss Sunshine
- Beyoncé Knowles – Dreamgirls
- Julie Walters – In viaggio con Evie (Driving Lessons)
- Jodie Whittaker – Venus

2007
- Ellen Page – Juno
- Amy Adams – Come d'incanto (Enchanted)
- Cate Blanchett – Io non sono qui (I'm Not There)
- Katherine Heigl – Molto incinta (Knocked Up)
- Nicole Kidman – Il matrimonio di mia sorella (Margot at the Wedding)
- Emily Mortimer – Lars e una ragazza tutta sua (Lars and the Real Girl)

2008
- Sally Hawkins – La felicità porta fortuna - Happy Go Lucky (Happy-Go-Lucky)
- Catherine Deneuve – Racconto di Natale (Un conte de Noël)
- Kat Dennings – Nick & Norah - Tutto accadde in una notte (Nick and Norah's Infinite Playlist)
- Lisa Kudrow – Kabluey
- Debra Messing – Nothing Like the Holidays
- Meryl Streep – Mamma Mia!

2009
- Meryl Streep - Julie & Julia
- Zooey Deschanel - (500) giorni insieme ((500) Days of Summer)
- Katherine Heigl - La dura verità (The Ugly Truth)
- Marion Cotillard - Nine
- Sandra Bullock - Ricatto d'amore (The Proposal)

#### Anni 2010
2010
- Anne Hathaway - Amore & altri rimedi (Love and Other Drugs)
- Marisa Tomei - Cyrus
- Annette Bening - I ragazzi stanno bene (The Kids Are All Right)
- Julianne Moore - I ragazzi stanno bene (The Kids Are All Right)
- Catherine Keener - Please Give
- Mary-Louise Parker - Red
- Sally Hawkins - We Want Sex (Made in Dagenham)

### Miglior attrice (2011-2018)
2011
- Viola Davis - The Help
- Vera Farmiga - Higher Ground
- Michelle Williams - My Week with Marilyn
- Emily Watson - Oranges and Sunshine
- Charlize Theron - Young Adult
- Glenn Close - Albert Nobbs
- Olivia Colman - Tirannosauro (Tyrannosaur)
- Michelle Yeoh - The Lady
- Elizabeth Olsen - La fuga di Martha (Martha Marcy May Marlene)
- Meryl Streep - The Iron Lady

2012
- Jennifer Lawrence - Il lato positivo - Silver Linings Playbook (Silver Linings Playbook)
- Émilie Dequenne - À perdre la raison
- Keira Knightley - Anna Karenina
- Emmanuelle Riva - Amour
- Laura Birn - Purge
- Laura Linney - A Royal Weekend (Hyde Park on Hudson)
- Jessica Chastain - Zero Dark Thirty

2014/2013
- Cate Blanchett - Blue Jasmine
- Meryl Streep - I segreti di Osage County (August: Osage County)
- Judi Dench - Philomena
- Sandra Bullock - Gravity
- Emma Thompson - Saving Mr. Banks
- Adèle Exarchopoulos - La vita di Adele (La Vie d'Adèle)
- Amy Adams - American Hustle - L'apparenza inganna (American Hustle)
- Julia Louis-Dreyfus - Non dico altro (Enough Said)

2015
- Julianne Moore - Still Alice
- Rosamund Pike - L'amore bugiardo - Gone Girl (Gone Girl)
- Anne Dorval - Mommy
- Felicity Jones - La teoria del tutto (The Theory of Everything)
- Gugu Mbatha-Raw - La ragazza del dipinto (Belle)
- Reese Witherspoon - Wild
- Marion Cotillard - Due giorni, una notte (Deux jours, une nuit)

2016
- Saoirse Ronan - Brooklyn
- Charlotte Rampling - 45 anni (45 Years)
- Cate Blanchett - Carol
- Carey Mulligan - Suffragette
- Brie Larson - Room
- Blythe Danner - Nei miei sogni (I'll See You in My Dreams)

2017
- Ruth Negga – Loving - L'amore deve nascere libero (Loving) ex aequo
- Isabelle Huppert – Elle
- Amy Adams – Animali notturni (Nocturnal Animals)
- Annette Bening – Le donne della mia vita (20th Century Women)
- Taraji P. Henson – Il diritto di contare (Hidden Figures)
- Natalie Portman – Jackie
- Emma Stone – La La Land
- Meryl Streep – Florence (Florence Foster Jenkins)

2018
- Sally Hawkins – La forma dell'acqua - The Shape of Water (The Shape of Water) ex aequo
- Diane Kruger – Oltre la notte (Aus dem Nichts)
- Jessica Chastain – Molly's Game
- Judi Dench – Vittoria e Abdul (Victoria & Abdul)
- Frances McDormand – Tre manifesti a Ebbing, Missouri (Three Billboards Outside Ebbing, Missouri)
- Margot Robbie – Tonya (I, Tonya)
- Saoirse Ronan – Lady Bird
- Emma Stone – La battaglia dei sessi (Battle of the Sexes)

### Miglior attrice in un film drammatico (2019-presente)

#### Anni 2010
2019
- Glenn Close – The Wife - Vivere nell'ombra (The Wife)
- Yalitza Aparicio – Roma
- Viola Davis – Widows - Eredità criminale (Widows)
- Nicole Kidman – Destroyer
- Melissa McCarthy – Copia originale (Can You Ever Forgive Me?)
- Rosamund Pike – A Private War

#### Anni 2020
2020
- Scarlett Johansson – Storia di un matrimonio (Marriage Story)
- Cynthia Erivo – Harriet
- Helen Mirren – L'inganno perfetto (The Good Liar)
- Charlize Theron – Bombshell - La voce dello scandalo (Bombshell)
- Alfre Woodard – Clemency
- Renée Zellweger – Judy

2021
- Frances McDormand - Nomadland
- Viola Davis - Ma Rainey's Black Bottom
- Vanessa Kirby - Pieces of a Woman
- Sophia Loren - La vita davanti a sé
- Carey Mulligan - Una donna promettente (Promising Young Woman)
- Kate Winslet - Ammonite - Sopra un'onda del mare (Ammonite)

2022
- Kristen Stewart - Spencer
- Jessica Chastain - Gli occhi di Tammy Faye (The Eyes of Tammy Faye)
- Olivia Colman - La figlia oscura (The Lost Daughter)
- Penélope Cruz - Madres paralelas
- Lady Gaga - House of Gucci
- Nicole Kidman - A proposito dei Ricardo (Being the Ricardos)

2023
- Danielle Deadwyler - Till - Il coraggio di una madre (Till)
- Cate Blanchett - Tár
- Jessica Chastain - The Good Nurse
- Viola Davis - The Woman King
- Vicky Krieps - Il corsetto dell'imperatrice (Corsage)
- Michelle Williams - The Fabelmans

2024
- Lily Gladstone - Killers of the Flower Moon
- Penélope Cruz - Ferrari
- Sandra Hüller - Anatomia di una caduta (Anatomie d'une chute)
- Greta Lee - Past Lives
- Carey Mulligan - Maestro
- Natalie Portman - May December

### Miglior attrice in un film commedia o musicale (2019-presente)

#### Anni 2010
2019
- Olivia Colman – La favorita (The Favourite)
- Emily Blunt – Il ritorno di Mary Poppins (Mary Poppins Returns)
- Trine Dyrholm – Nico, 1988
- Elsie Fisher – Eighth Grade - Terza media (Eighth Grade)
- Lady Gaga – A Star Is Born
- Constance Wu – Crazy & Rich (Crazy Rich Asians)

#### Anni 2020
2020
- Awkwafina – The Farewell - Una bugia buona (The Farewell)
- Ana de Armas – Cena con delitto - Knives Out (Knives Out)
- Julianne Moore – Gloria Bell
- Constance Wu – Le ragazze di Wall Street - Business Is Business (Hustlers)

2021
- Maria Bakalova - Borat - Seguito di film cinema (Borat Subsequent Moviefilm: Delivery of Prodigious Bribe to American Regime for Make Benefit Once Glorious Nation of Kazakhstan)
- Rashida Jones - On the Rocks
- Michelle Pfeiffer - Fuga a Parigi (French Exit)
- Margot Robbie - Birds of Prey e la fantasmagorica rinascita di Harley Quinn (Birds of Prey and the Fantabulous Emancipation of One Harley Quinn)
- Meryl Streep - The Prom
- Anya Taylor-Joy - Emma.

2022
- Alana Haim - Licorice Pizza
- Melissa Barrera - Sognando a New York - In the Heights (In the Heights)
- Jennifer Hudson - Respect
- Renate Reinsve - La persona peggiore del mondo (Verdens verste menneske)

2023
- Michelle Yeoh - Everything Everywhere All at Once
- Janelle Monáe - Glass Onion - Knives Out (Glass Onion: A Knives Out Mystery)
- Margot Robbie - Babylon
- Emma Thompson - Il piacere è tutto mio (Good Luck To You, Leo Grande)

2024
- Emma Stone - Povere creature! (Poor Things)
- Fantasia Barrino - Il colore viola (The Color Purple)
- Alma Pöysti - Foglie al vento (Kuolleet lehdet)
- Margot Robbie - Barbie
- Cailee Spaeny - Priscilla